# Arcidiocesi di Gerapoli di Frigia

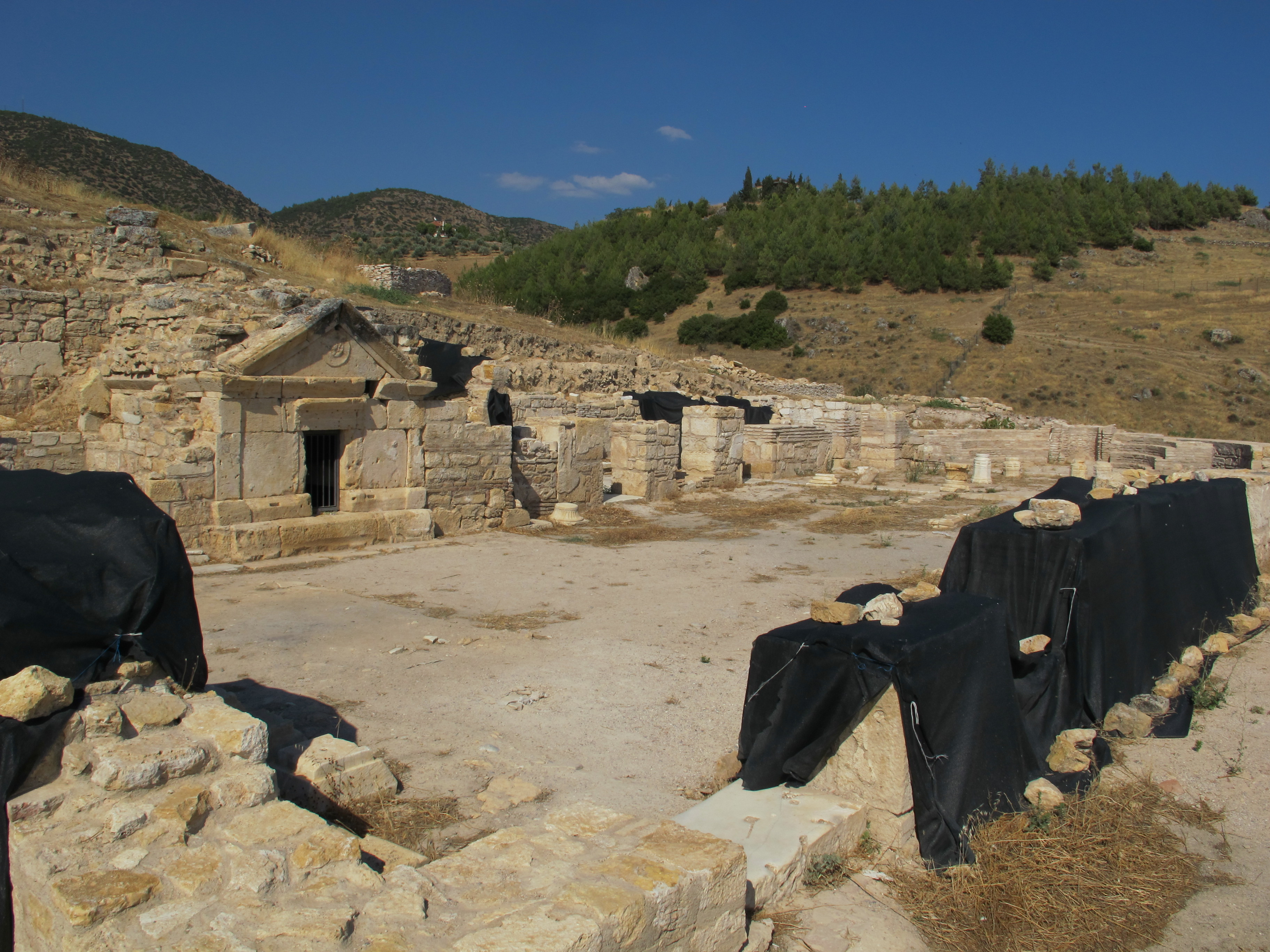
Vista della chiesa di San Filippo e della tomba dell'apostolo.

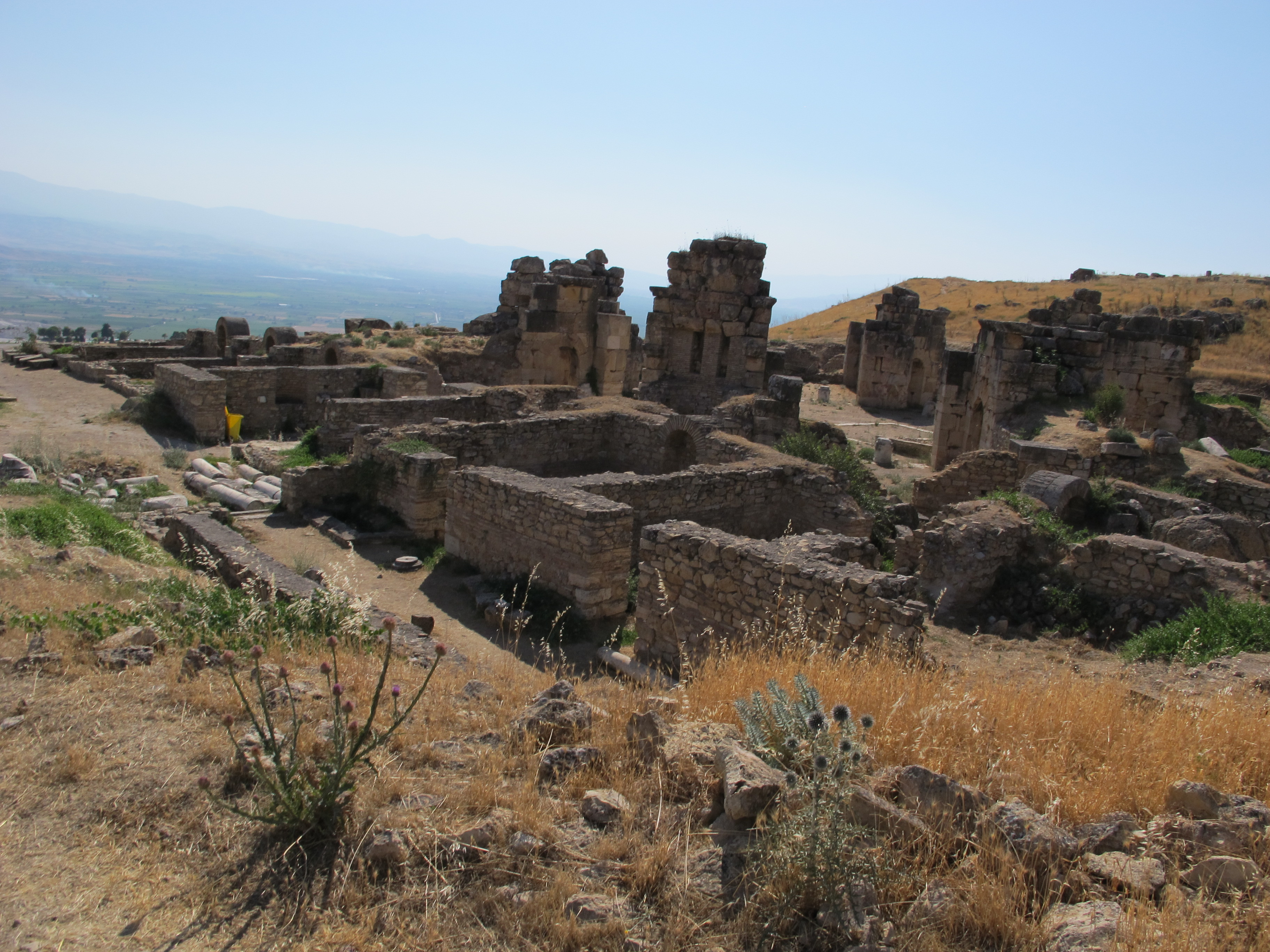
Il Martyrion di san Filippo.

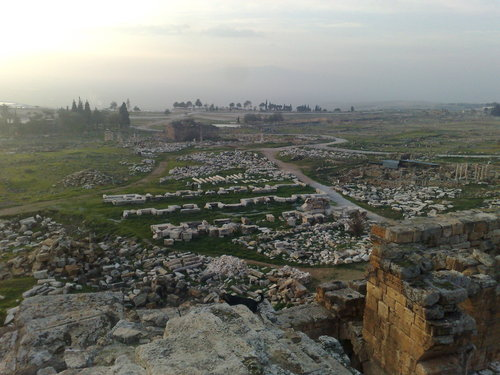
Panorama sulle rovine di Hierapolis.

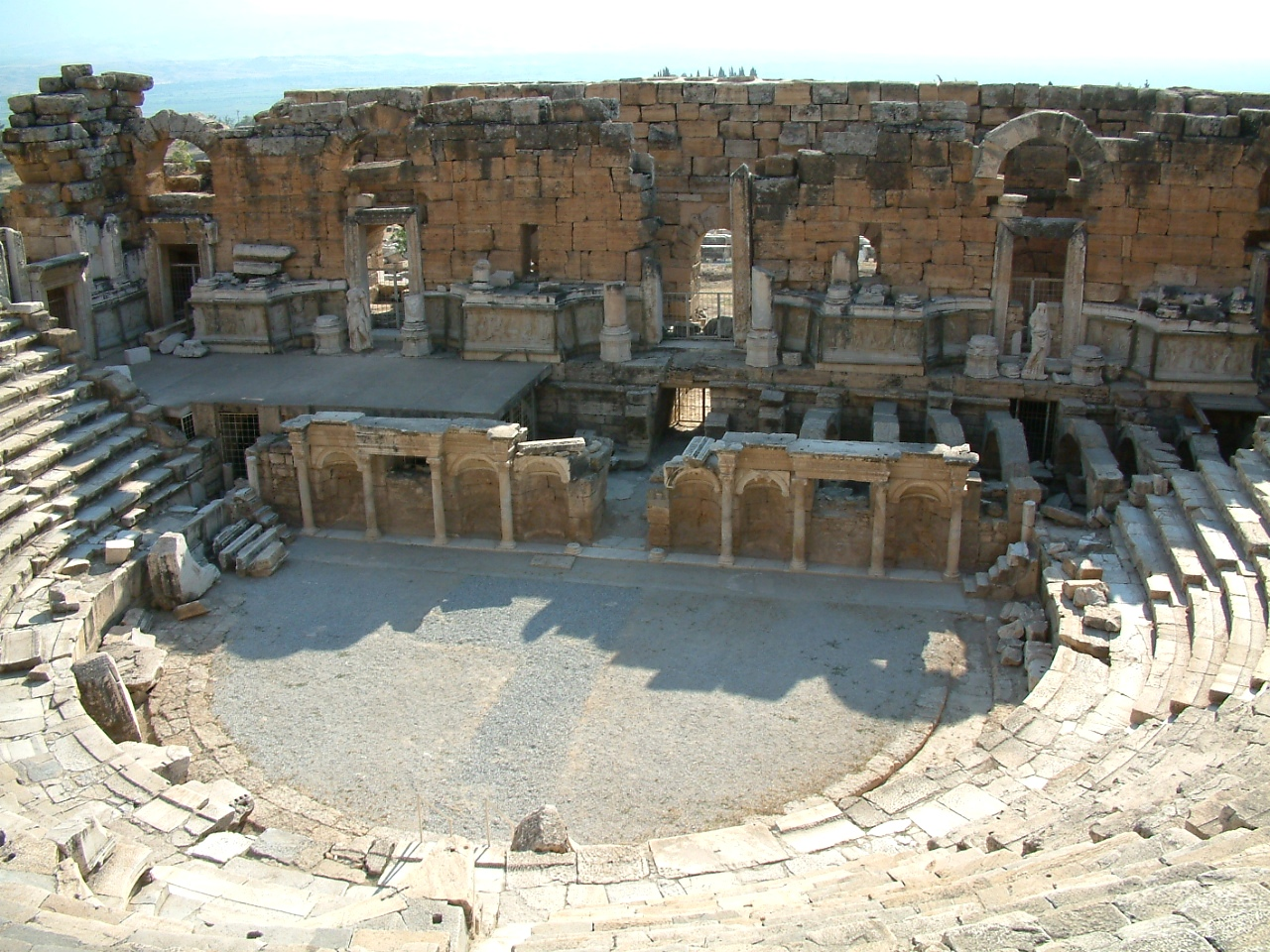
Il teatro di Hierapolis.

L'arcidiocesi di Gerapoli di Frigia è una sede soppressa del patriarcato di Costantinopoli e una sede titolare della Chiesa cattolica (in latino Archidioecesis Hierapolitana in Phrygia).

## Storia
Gerapoli di Frigia, le cui rovine si trovano presso la città di Pamukkale nell'odierna Turchia, è un'antica sede metropolitana della provincia romana della Frigia Pacaziana nella diocesi civile di Asia e nel patriarcato di Costantinopoli.
La tradizione cristiana attribuisce l'evangelizzazione di Gerapoli all'apostolo Filippo, che avrebbe istituito il primo vescovo della comunità, Ero (Heros). Una comunità cristiana a Gerapoli è menzionata anche nella lettera ai Colossesi di san Paolo (4,13).
Il Martirologio romano ricorda due santi vescovi di Gerapoli: Papia, annoverato tra i padri apostolici, vissuto nella prima metà del II secolo; e Claudio Apollinare, scrittore ecclesiastico, autore di un'apologia del cristianesimo dedicata all'imperatore Marco Aurelio, vissuto nella seconda metà del II secolo.
Gli scavi archeologici, condotti dal 1957 da un'équipe di ricercatori e studiosi italiani, hanno condotto alla scoperta di diversi luoghi di culto cristiani. Tra gli edifici, è stato riportato alla luce il vasto complesso legato al culto e alla memoria di san Filippo apostolo, comprensivo di un luogo per le abluzioni, del cosiddetto Martyrion, vasto complesso a pianta ottagonale con cupola, e della chiesa di San Filippo, all'interno della quale è stata rinvenuta la tomba dell'apostolo. Inoltre gli scavi hanno portato alla scoperta di alcune chiese, tra cui la cattedrale.

### Provincia ecclesiastica
Inizialmente suffraganea dell'arcidiocesi di Laodicea, a partire dal V secolo è attestata come sede arcivescovile autocefala: nel 457 l'imperatore Leone I il Trace inviò a tutti i metropoliti e gli arcivescovi dell'impero una lettera per sapere se il concilio di Calcedonia doveva essere mantenuto e se l'elezione di Timoteo Eluro come vescovo di Alessandria era da considerarsi valida. Filippo di Gerapoli è menzionato in 49º posizione dopo i metropoliti; questo documento è la prova dell'elevazione di Gerapoli di Frigia ad arcidiocesi autocefala. Nel secolo successivo l'arcidiocesi è attestata come sede metropolitana: infatti nel concilio ecumenico del 553 il vescovo Aussanone è menzionato tra i metropoliti della Frigia.
Nella Notitia Episcopatuum dello pseudo-Epifanio, composta durante il regno dell'imperatore Eraclio I (circa 640), la sede di Gerapoli è elencata al 33º e ultimo posto nell'ordine gerarchico delle metropolie del patriarcato di Costantinopoli, segno di una sua recente istituzione. In questa Notitia le sono attribuite cinque diocesi suffraganee: Metellopoli, Dionisiopoli, Anastasiopoli, Attuda e Mossina.
Nella Notitia Episcopatuum attribuita all'imperatore Leone VI (inizio X secolo) Gerapoli è passata al 41º posto fra le metropolie del Patriarcato e le sono assegnate nove suffraganee: non ci sono più le sedi di Dionisiopoli e di Anastasiopoli, mentre appaiono le diocesi di Foba, Ancira Ferrea, Sinao, Tiberiopoli, Cadi e Ezani.
Gerapoli di Frigia è documentata nelle Notitiae Episcopatuum costantinopolitane fino al XIV secolo.

### Serie episcopale
In Frigia esistevano due diocesi con un nome simile: la sede di Gerapoli di Frigia Pacaziana e la sede di Geropoli di Frigia Salutare; quest'ultima diocesi è documentata nelle fonti antiche anche con il nome di Gerapoli. Questo rende difficile attribuire i vescovi all'una o all'altra diocesi, soprattutto quando le fonti non specificano la provincia di appartenenza dei vescovi. A questo si deve aggiungere il fatto che Le Quien confonde le due diocesi, compilando una sola cronotassi, quella dei vescovi di Gerapoli di Frigia Salutare.
Della serie vescovile di Le Quien sono da espungere sant'Abercio I, vissuto nel II secolo, e il suo omonimo, che partecipò al concilio di Calcedonia nel 451; entrambi appartengono alla diocesi di Geropoli nella Frigia Salutare. Anche i vescovi Lucio (menzionato nel 394) e Stefano (documentato nel 449) sono da eliminare, in quanto appartengono alla serie dei vescovi di Gerapoli di Siria.
Incerta è l'attribuzione della sede del vescovo Flacco. Questi prese parte al concilio di Nicea del 325 come vescovo di Gerapoli di Frigia, senza ulteriori indicazioni. Inoltre fu tra i vescovi orientali che abbandonarono il concilio di Sardica e che, verso il 343/344, sottoscrissero una lettera sinodale ribadendo la loro condanna di Atanasio di Alessandria, Marcello di Ancira e Asclepa di Gaza. Le fonti non permettono di stabilire a quale delle due sedi appartenga il vescovo Flacco: al concilio di Nicea la Frigia formava una sola provincia ecclesiastica, mentre era divisa in Frigia Pacaziana e Frigia Salutare al concilio di Sardica.
Appartiene certamente alla sede di Gerapoli di Frigia Pacaziana il vescovo Venanzio, che prese parte al concilio di Efeso del 431. Durante il concilio sorse un conflitto con il metropolita Aristonico di Laodicea, che si oppose alle pretese di Venanzio di sottrarsi alla sua autorità di metropolita e rendersi autonomo. Come si è visto, nel 457 è riconosciuta l'arcidiocesi autocefala di Gerapoli con il vescovo Filippo.
Incerta e discussa è l'attribuzione della sede di appartenenza del vescovo Taziano, che non prese parte al concilio di Calcedonia del 451; nell'ultima sessione del 25 ottobre, il metropolita Nunechio di Laodicea sottoscrisse al suo posto la solenne definizione di fede. La titolatura riportata nella versione greca e in quella latina degli atti è la seguente: Tatianou poleos Philippoupoleos in greco, e Tatiano civitatis Philippupolis in latino. Honigmann propone di correggere il titolo in Tatianou poleos Philippou poleos, ossia Tazione vescovo  della città dell'apostolo Filippo, attribuendo così indirettamente questo vescovo alla sede di Gerapoli di Frigia Pacaziana.
Tra le rovine di una delle chiese di Gerapoli è stata scoperta un'iscrizione, databile al VI secolo, che riporta il nome del vescovo Gennaio (Gennaios). L'iscrizione ricorda la costruzione o il restauro della chiesa all'epoca del vescovo Gennaio ad opera del prete Ciriaco e delle figlie Giovanna e Ciriaca. Un altro vescovo, Cristoforo, è documentato da un sigillo, conservato all'Ermitage di San Pietroburgo e databile ad un'epoca tra il 575 e il 625. Un altro sigillo, scoperto nell'atrio della cattedrale di San Filippo, ha restituito il nome del metropolita Gregorio, vissuto tra VI e VII secolo 
Gli scavi condotti nella chiesa di San Filippo tra il 2011 e il 2012 hanno riportato alla luce alcuni manufatti che hanno restituito i nomi di altri vescovi di Gerapoli. Un'iscrizione marmorea riporta il nome del metropolita Teodoro, accompagnato da un'invocazione a suo ricordo; l'iscrizione non è anteriore al VI secolo. Alcuni frammenti di una lastra di marmo riportano, dipinti di rosso, una lista di vescovi di Gerapoli, in ordine: Basso, Aussanone e Olimpio. Se Aussanone è identico al vescovo documentato nel 553, il manufatto riporterebbe i nomi del suo predecessore e del suo successore.
Per il VII secolo sono noti solo 3 metropoliti di Gerapoli: Sisinnio, che prese parte al terzo concilio di Costantinopoli del 680/681; Tiberio, che sottoscrisse gli atti del concilio in Trullo del 691-692; e Zaccaria, documentato da un sigillo vescovile datato alla seconda metà del secolo. Poi, dopo un vuoto di 2 secoli, nella seconda metà del IX secolo è documentato il metropolita Ignazio, il quale dapprima condannò e poi fu tra coloro che riabilitarono il patriarca Fozio di Costantinopoli nei concili dell'869-870 e 879-880. Poco dopo il metropolita Nicone fu trasferito alla metropolia di Nicea.
La serie episcopale di Gerapoli continua con tre vescovi la cui attribuzione è incerta, non essendoci motivi che permettono di stabilire a quale delle due sedi appartengano, se alla sede di Gerapoli di Frigia Pacaziana o alla sede di Geropoli di Frigia Salutare: Arsaber, che prese parte ad un sinodo di Costantinopoli nel 997; Cristoforo, che fu presente al sinodo patriarcale del 14 marzo 1072; e Giorgio, che partecipò ad un altro sino patriarcale il 20 febbraio 1170. Apparteneva certamente alla sede di Gerapoli di Frigia Pacaziana l'anonimo vescovo documentato in un sinodo all'epoca dell'imperatore Isacco II Angelo (1185-1195); è anche l'ultimo vescovo noto di questa metropolia.
In un atto patriarcale del 30 novembre 1370, il patriarca di Costantinopoli constatava che la sede metropolitana di Gerapoli era vacante da tempo e nell'impossibilità di avere un nuovo metropolita, vista la precaria situazione in cui si trovava la sede, occupata da tempo dai musulmani, con una comunità cristiana ormai di ridotte proporzioni. Per questo motivo incaricava il metropolita di Cotieo di occuparsi di ciò che restava della comunità cristiana di Gerapoli e della sua regione. Da questo momento l'antica sede metropolitana è di fatto soppressa.

### Sede titolare
La Santa Sede ha istituito il titolo Hierapolitanus fin dal XIV secolo; il suo primo titolare è stato il francescano Antonio di Alessandria, nominato il 31 luglio 1346, e che esercitò le sue funzioni episcopali nella regione catalana fino al suo trasferimento a Durazzo nel 1349.
Antonio di Alessandria è il primo di una lunga serie di vescovi Hierapolitani, serie nella quale non appare mai, nelle bolle di nomina, la provincia ecclesiastica di appartenenza. Ne sono testimonianza i volumi della Hierarchia Catholica pubblicati da Konrad Eubel, dove in molte occasioni appare la presenza contemporanea di più vescovi Hierapolitani:
- nel primo volume l'autore indica la sede Hierapolitana in Asia minore[27]; nel secondo volume è indicata la sede Hierapolitana in Frigia Salutare, come pure nel terzo volume, che aggiunge anche l'indicazione "suffraganea di Sinnada"; i primi volumi dunque sembrerebbero assegnare i titolari alla diocesi di Gerapoli nella Frigia Salutare;
- i tre volumi successivi, pubblicati dopo l'edizione dell'Index sedium titularium (1933), danno un'indicazione più generica, ossia "Hierapolis in partibus infidelium"; ma in nota Eubel chiarisce che, poiché nelle bolle di nomina non è specificata la provincia di appartenenza, i titolari potrebbero appartenere ad una delle sedi omonime, ossia Gerapoli in Frigia Pacaziana, Gerapoli in Siria e Gerapoli in Isauria. Eubel esclude la sede di Gerapoli nella Frigia Salutare, perché l'Index sedium titularium chiama questa sede Geropoli, e non Gerapoli.

Nell'Ottocento, la pubblicazione dell'Annuario Pontificio e degli Acta Sanctae Sedis, che all'epoca non avevano ancora un carattere di pubblicazione ufficiale, aggrava ulteriormente la confusione e manifesta una certa ignoranza della geografia ecclesiastica antica. Si ripete di fatto lo stesso errore che aveva commesso Le Quien, facendo delle due sedi omonime della Frigia un'unica diocesi. Questo è evidente negli Annuari Pontifici dell'ultimo lustro dell'Ottocento e dei primi due decenni del Novecento, dove sono presenti due sole sedi Hierapolitanae: l'arcidiocesi di Gerapoli di Siria e la diocesi di Gerapoli di Frigia, suffraganea di Sinnada.
A partire dagli anni Venti del secolo scorso e soprattutto dopo la pubblicazione dell'Index sedium titularium si chiarisce la distinzione tra le varie sedi omonime.
Il titolo di Gerapoli in Frigia Pacaziana non è più assegnato dal 10 aprile 1969.

## Cronotassi

### Vescovi e arcivescovi greci
- Ero † (I secolo)
- San Papia † (? - dopo il 130 deceduto)
- San Claudio Apollinare † (seconda metà del II secolo)
- Flacco ? † (prima del 325 - dopo il 343/344)
- Venanzio † (menzionato nel 431)
- Taziano ? † (menzionato nel 451)
- Filippo † (menzionato nel 457)
- Gennaio † (VI secolo)
- Teodoro † (VI/VII secolo)
- Basso †
- Aussanone † (menzionato nel 553)
- Olimpio †
- Cristoforo † (circa 575/625)
- Gregorio † (VI/VII secolo)
- Sisinnio † (menzionato nel 680)[29]
- Tiberio † (prima del 691 - dopo il 692)[30]
- Zaccaria † (seconda metà del VII secolo)[31]
- Ignazio † (prima dell'869 - dopo l'880)
- Nicone † (seconda metà del IX secolo)[32]
- Arseber ? † (menzionato nel 997)[33]
- Cristoforo ? † (menzionato nel 1072)[34]
- Giorgio ? † (menzionato nel 1170)[35]
- Anonimo † (documentato tra il 1185 e il 1195)

### Arcivescovi titolari
La presente cronotassi, fino al XVIII secolo, riporta la serie dei vescovi di Gerapoli pubblicata da Eubel nella Hierarchia catholica, ad eccezione dei vescovi che Catholic Hierarchy assegna, senza alcuna giustificazione, alla sede di Gerapoli di Isauria.
Per i vescovi del XIX e XX secolo, si seguono invece le indicazioni riportate dall'Annuario Pontificio, dagli Acta Sanctae Sedis e dagli Acta Apostolicae Sedis.

#### Vescovi o arcivescovi di Gerapoli
- Antonio di Alessandria, O.F.M. † (31 luglio 1346 - 25 maggio 1349 nominato arcivescovo di Durazzo)
- Stefano di Larolo, O.F.M. † (8 luglio 1349 - ?)
- Giovanni † (circa 1360)
- Andrea † (? deceduto)
- Siffrido di Esfelt † (2 maggio 1397 - ?)
- Teodorico di Endorf, O.S.B. † (18 dicembre 1409 - ?)
- Corrado Ströber, O.F.M. † (26 agosto 1444 - ?)
- Basilio, O.S.M. † (10 ottobre 1446 - ?)
- Gerlaco, O.P. † (24 gennaio 1449 - ? deceduto)
- Battista, O.P. † (23 gennaio 1450 - ?)
- Jodoco, O.P. † (30 aprile 1453 - ? deceduto)
- Giacomo Botin, O.S.B. † (8 agosto 1464 - ?)
- Gosvino Haex, O.C. † (15 maggio 1469 - ?)
- Guillaume Thurin, O.P. † (31 agosto 1478 - ?)
- Vincenzo Trilles, O.F.M. † (1490 - ?)
- Guichard de Beysard † (27 gennaio 1496 - ? deceduto)
- Emmanuel † (1497 - ?)
- Lorenzo Perez † (1498 - ?)
- Jost von Silenen † (30 agosto 1497 - ?)
- Michele, O.S.B. † (17 luglio 1517 - ?)
- Gundisalvo Amorin, O.P. † (19 giugno 1518 - ?)
- Giovanni di Parigi, O.P. † (26 ottobre 1519 - ?)
- Giovanni de Campo, O.C. † (7 gennaio 1523 - 30 settembre 1528 deceduto)
- Andrea Withimai † (6 settembre 1525 - ?)
- Tommaso Forni † (? deceduto)
- Vincenzo Scevola Lombardo, O.P. † (21 maggio 1528 - ?)
- Giorgio Kalteisen † (8 gennaio 1552 - ?)
- Andrés de Oviedo, S.I. † (23 gennaio 1555 - 22 dicembre 1562 succeduto patriarca di Etiopia)
- Filiberto Milliet † (4 aprile 1590 - 6 maggio 1591 succeduto vescovo di San Giovanni di Moriana)
- Pietro Belli † (24 ottobre 1611 - ?)
- Pierre Dinet † (3 agosto 1616 - 30 novembre 1619 succeduto vescovo di Mâcon)
- François Lefèvre de Caumartin † (4 dicembre 1617 - 17 dicembre 1617 succeduto vescovo di Amiens)
- Giovanni de Rocha, S.I. † (6 marzo 1623 - ? deceduto)
- Melezio Smotrziski † (5 giugno 1631 - 6 gennaio 1634 deceduto)
- Giovanni Enrico Anetano † (6 luglio 1665 - 18 giugno 1693 deceduto)
- Gregorio Cabe †
- Antonio Tasca † (26 dicembre 1726 - 22 dicembre 1736 deceduto)
- Carlo Maria Lomellino † (18 aprile 1742 - ?)
- Daniel Murray † (30 giugno 1809 - 11 maggio 1823 succeduto arcivescovo di Dublino)
- Ramón Montero † (13 marzo 1826 - 15 marzo 1830 confermato vescovo di Coria)
- Francis Joseph Nicholson, O.C.D. † (12 maggio 1846 - maggio 1852 succeduto arcivescovo di Corfù)[36]

#### Vescovi di Gerapoli di Frigia
I vescovi di questa serie sono indicati dalle fonti ecclesiastiche come vescovi titolari di Gerapoli di Frigia o Gerapoli di Frigia Salutare, suffraganea dell'arcidiocesi di Sinnada. Tuttavia, nell'indicazione del sito archeologico relativo all'antica sede vescovile viene riportata Pamukkale (Pambuk Kalesi in epoca ottomana), che corrisponde a Gerapoli di Frigia Pacaziana.
- Joseph-Auguste Chevalier, M.E.P. † (4 marzo 1874 - 25 marzo 1880 deceduto)[37]
- Léon Bélouino † (20 agosto 1880 - 25 agosto 1890 deceduto)[38]
- Francisco Mora y Borrell † (6 maggio 1896 - 3 agosto 1905 deceduto)[39]
- Louis-Jean Dechelette † (21 febbraio 1906 - 7 febbraio 1913 nominato vescovo di Évreux)[40]
- Lewis O'Leary † (29 gennaio 1914 - 10 settembre 1920 nominato vescovo di Charlottetown)[41]

#### Arcivescovi di Gerapoli di Frigia
- Louis Couppé, M.S.C. † (18 dicembre 1925 - 20 luglio 1926 deceduto)[42]
- Alban Goodier, S.I. † (1º ottobre 1926 - 13 marzo 1939 deceduto)[43]
- Lorenzo Maria Balconi, P.I.M.E. † (3 agosto 1939 - 10 aprile 1969 deceduto)